# 장수정 (테니스 선수)
장수정(1995년 3월 13일 ~ )은 대한민국의 여자 테니스 선수이다.

## 선수 경력
2013년 WTA 투어 코리아오픈 단식에서 8강에 올랐다.
2022년 호주 오픈 예선을 통과해 커리어 첫 본선에 진출해 1라운드에서 탈락하였다. 그해 wta 125 스웨덴 오픈에서 우승하였다.